# Ostia
 Ovo je glavno značenje pojma Ostia. Za druga značenja pogledajte Ostia (razdvojba).
Ostia (latinski: usta) je grad na ušću rijeke Tibera, jugozapadno od Rima u 13. rimskoj općini (XIII municipio), središnja Italija; 4.000 stanovnika. Ostia je nekada bila morska luka, najbliža Rimu, no zbog pada razine mora i nanosa mulja danas se nalazi 3 km od mora gdje je danas turistički grad Lido di Ostia s 90.000 stanovnika je najveće talijansko mjesto koje nije samostalan grad. U Ostiji se nalaze odlično očuvane rimske građevine s veličanstvenim mozaicima.

## Povijest
Osnovao ga je oko 640. pr. Kr. rimski kralj Anko Marcije. Poznat po močvarama iz kojih se vadila sol i prevozila Cestom soli. Ostia je bila važna luka za dopremu žitarica sa Sicilije i Sardinije i trgovačko središte Rimskog Carstva. Na vrhuncu razvoja Ostia je bila u 2. i 3. stoljeću kada je imala oko 75.000 stanovnika. Iz tog su doba vrlo dobro sačuvane ruševine koje se otkopavaju i istražuju već u 19. stoljeću.
Polagano propadanje grada započelo je za vladavine Konstantina I., a jadan izgled grada spominje Sveti Augustin u svome putopisu iz 4. stoljeća u kojemu spominje Ostiju. Njegova majka, Sveta Monika, je preminula u jednom prenoćištu u Ostiji. Godine 414. slabo održavanje grada spominje i pjesnik Rutilius Namatianus. Ostia je postala episkopijom već u ranom 3. stoljeću s katedralom (titulus) Svete Auree (Santa Aurea) podignutom iznad grobnice sv. Monike. 
Tijekom sljedećih stoljeća Ostija je postala sve ruševnijom i kroz nju su samo prolazili putnici s mora za Rim. Saracenski pirati su također postali čest problem i slavna Bitka kod Ostije se dogodila 849. godine. Papa Grgur IV. je nakon bitke utvrdio grad i prekrstio ga u Gregoriopolis. Do tada je Tiber već svojim nanosima zatrpao drevnu luku i grad je postao samo sklonište za radnike u obližnjim rudnicima soli. 
U kasnom 15. stoljeću biskup Giuliano della Rovere, kasnije papa Julije II., je naručio obnovu glavne crkve i gradskih zidina pod upravom arhitekta Baccija Pontellija. Tada je izgrađen i Dvorac Julija II. koji je danas najmonumentalnija i najočuvanija znamenitost Ostije. Utvrda je napuštena nakon poplave 1587. godine koja je od njene okolice učinila močvarno tlo. Dvorac i grad su opet obnovljeni u 20. stoljeću.
- Kazalište u Ostiji
- Rimska stambena četvrt (insulae)
- Katedrala Santa Aurea
- Dvorac-utvrda Julija II.

## Promet
Ostia Antica je udaljena 3 kilometra prema kontinentu od obalnog grada Lido di Ostia, južno od rimske zračne luke Leonardo da Vinci-Fiumicino. Lako je dostupan kratkom željezničkom prugom iz Rima (trasa Rim-Lido počinje od metro postaje kod kod rimske piramide i vlak polazi svakih 15 minuta) ili iz zračne luke u Lido di Ostia; te naravno brojnim cestama od Rima.

## Vanjske poveznice
- Ostia Antica, bolji Pompeji (engl.)  Arhivirana inačica izvorne stranice od 29. travnja 2009. (Wayback Machine)
- Neverinov blog - posjet Ostiji